# 트리라코돈
트리라코돈(Trirachodon)은 트라이아스기 초기에 등장한 키노돈트 중 하나이다. 화석은 남아공의 키노그나투스 군집 지대(Cynognathus Assemblage Zone)에서 발견된다.

## 특징
트리라코돈의 두개골은 짧고 좁은 주둥이와 넓은 안와(눈구멍)을 가지고 있었고 광대뼈는 비교적 가늘었다. 트리라코돈의 몸길이 최대 50cm로, 키노돈트 치고는 꽤 작은 몸집을 가지고 있었다, 근연종인 디아데모돈(Diademodon)보다 어금니를 포함한 치아의 수가 적었다. 이들의 치아는 디아데모돈보다 가로로 넓어지는 경향이 있었다.
1. ↑  Rubidge, B.S. 《Biostratigraphy of the Beaufort Group (Karoo Supergroup)》. Council for Geoscience, Pretoria. 46쪽.
2. ↑  Seeley, Harry Govier. (1894년 12월 31일). “XIII. Researches on the structure, organization, and classification of the fossil reptilia. -Part IX., Section 3. On diademodon”. 《Philosophical Transactions of the Royal Society of London. (B.)》 185: 1029–1041. doi:10.1098/rstb.1894.0023. ISSN 0264-3839.
3. ↑  Kemp, T. S. 《Mammal−like Reptiles and the Origin of Mammals.》. 363쪽.
4. ↑  “I. Researches on the structure, organization, and classification of the fossil reptilia.—Part IX., section 4. On the gomphodontia”. 《Philosophical Transactions of the Royal Society of London. (B.)》 186: 1–57. 1895년 12월 31일. doi:10.1098/rstb.1895.0001. ISSN 0264-3839.